# سیرکا
سیرکا (انگلیسی: Circa) شرکت تجهیزات ورزشی و پوشاک آمریکایی است، که در سال ۱۹۹۹ تأسیس شد.